# TAG-TUNE DRIVING
『SUZUKI presents KAT-TUN 田口淳之介の TAG-TUNE DRIVING』（スズキ プレゼンツ カトゥーン たぐちじゅんのすけの タグチューン ドライビング）とはTOKYO FMをキー局にJFN系列で放送されていたラジオ番組である。スズキの一社提供。

## 放送期間
- 2012年4月2日-2015年9月30日（月曜日から木曜日）

## 概要
コンセプトは「ウィークデーの10分間、KAT-TUN・田口淳之介とラジオでドライブしよう!」。
パーソナリティは、KAT-TUN（当時）の田口淳之介と、『次世代カーナビ』ナビのすけ（丸山周）である。
毎週一つのテーマに沿って、田口が様々なドライブスポットや観光地へ車で訪れる（番組内ではバーチャルドライブという。実際に田口は訪れていない）という設定の下、ナビのすけが各地の情報を紹介する内容になっていた。ドライブをテーマとしている為、番組内では「ラジオネーム」を「ドライブネーム」と呼称していた。
2013年11月25日から28日にかけては、KAT-TUN・中丸雄一をゲストに招き、「MARU-TUNE DRIVING」と題して放送（オープニング・エンディング以外のサウンドステッカーも専用のものに差し替えられた）。内容の大部分は田口と中丸のトークで、観光地巡りやナビのすけクイズは行われなかった。
2015年9月30日放送分をもって番組を終了した。（番組内では後述の通り、『次世代カーナビ』であるナビのすけの「緊急アップデート」のため、バーチャルドライブや田口との記憶がすべてリセットされるという設定。そのため直接「番組終了」とは言及していない）

## ナビのすけ
ナビのすけとは、次世代カーナビゲーションシステム・製造番号1129X（架空のシステム）である。赤いブラウン管テレビのような姿をしている。プログラミング上、使用者には絶対服従である。博識で感情豊かだが毒舌で、田口のコメントをスルーしたり皮肉を込めたダメ出しをしたりする事が多い。「ナビのすけ」という名前は田口から名付けられた。当初は本人はこの名前を気に入っておらず、冒頭の自己紹介のたびに不満を垂らしていたが、後に言わなくなった。
様々なモードが搭載されており（UMA（未確認生物）探知機能など特殊な機能も搭載している）、ドライブを完璧にサポートし、全国津々浦々のイベント、行楽、道の駅など、各地の最新情報を紹介しながら、ショートドライブを盛り上げてくれるという。2013年頃から、度々「TIPS」（「助言」「ちょっとした情報」の意）という言葉を用いては豆知識を披露するようになった。
「最新カーナビ」と銘打っているため、システムデータのアップデートは定期的に行う必要があるが、一度データを更新するとナビのすけ自身の記憶が全て消去されてしまう。上記の番組終了の理由に関してはこの緊急アップデートを余儀なくされたためであると設定付けられた。最終回でアップデートが行われた際には、これまでドライブを共にしてきた田口へ惜別と感謝の言葉を途切れがちに述べながら記憶を抹消した。

### ナビのすけクイズ
番組中盤に、ナビのすけから田口にクイズが出題される。出題形式は、ドライブスポットに関する情報を交えた、ノーヒントの長文クイズである。あまりにも情報量が少ないため、田口は正解できない事が多いが、ごく稀に常識レベルの非常に簡単な問題が出される場合がある。回によっては出題されない場合もある。

## タイムテーブル
放送時間が一律ではないため、流れのみを記載する。
1. オープニング
2. 提供読み
3. パーソナリティの自己紹介（ナビのすけの紹介と挨拶は月曜のみ）
4. ドライブスポットの簡単な紹介と出発
5. CM（40秒）
6. ナビのすけの「目的地周辺に到着しました」からドライブスポットの詳細な紹介
7. ナビのすけクイズ（ない場合もあり）
8. KAT-TUNの楽曲を一曲流す（最後に田口が曲紹介をする）
9. CM（20秒）
10. エンディング（KAT-TUN関連のイベントや新曲の宣伝をする場合もある。また、ナビのすけは登場しないが不定期で田口と共に別れの挨拶をしていた）
11. 提供読み

## テーマ曲
オープニング
- Going! / KAT-TUN

エンディング
- & FOREVER / KAT-TUN

## 放送時間
JFN系列38局フルネット。放送時間は局によって異なる。以下は2015年9月30日（最終回）時点での放送時間。
| 放送対象地域   | 放送局名                                    | 放送時間      | 備考          |
| -------------- | ------------------------------------------- | ------------- | ------------- |
| 東京都         | エフエム東京（TOKYO FM）                    | 16:50 - 17:00 | 製作局        |
| 北海道         | エフエム北海道（AIR-G'）                    | 17:50 - 18:00 | [ 3 ]         |
| 青森県         | エフエム青森（FM青森）                      | 16:40 - 16:50 | [ 4 ]         |
| 岩手県         | エフエム岩手（FM IWATE）                    | 17:50 - 18:00 | [ 5 ]         |
| 宮城県         | エフエム仙台（Datefm）                      | 17:15 - 17:25 | [ 6 ]         |
| 秋田県         | エフエム秋田（AFM）                         | 17:00 - 17:10 | [ 7 ]         |
| 山形県         | エフエム山形（Rhythm Station）              | 17:00 - 17:10 | [ 8 ]         |
| 福島県         | エフエム福島（ふくしまFM）                  | 17:20 - 17:30 | [ 7 ]         |
| 群馬県         | エフエム群馬（FMぐんま）                    | 16:50 - 17:00 | [ 8 ]         |
| 栃木県         | エフエム栃木（RADIO BERRY）                 | 17:43 - 17:53 | [ 9 ]         |
| 新潟県         | エフエムラジオ新潟（FM-NIIGATA）            | 17:28 - 17:38 | [ 10 ]        |
| 長野県         | 長野エフエム放送（FM長野）                  | 17:50 - 18:00 | [ 8 ]         |
| 静岡県         | 静岡エフエム放送（K-mix）                   | 17:50 - 18:00 | [ 11 ]        |
| 富山県         | 富山エフエム放送（FMとやま）                | 16:50 - 17:00 | [ 8 ]         |
| 石川県         | エフエム石川（HELLO FIVE）                  | 17:30 - 17:40 | [ 4 ]         |
| 福井県         | 福井エフエム放送（FM福井）                  | 17:35 - 17:45 | [ 8 ]         |
| 愛知県         | エフエム愛知（FM AICHI）                    | 17:50 - 18:00 | [ 12 ]        |
| 岐阜県         | 岐阜エフエム放送（Radio80）                 | 16:50 - 17:00 | [ 13 ] [ 14 ] |
| 三重県         | 三重エフエム放送（レディオキューブ FM三重） | 16:45 - 16:55 | [ 8 ]         |
| 滋賀県         | エフエム滋賀（e-radio）                     | 17:45 - 17:55 | [ 5 ]         |
| 大阪府         | エフエム大阪（FM OSAKA）                    | 17:50 - 18:00 | [ 15 ]        |
| 兵庫県         | 兵庫エフエム放送（Kiss-FM KOBE）            | 17:42 - 17:52 | [ 16 ] [ 17 ] |
| 島根県・鳥取県 | エフエム山陰（V-air）                       | 17:05 - 17:15 | [ 17 ]        |
| 岡山県         | 岡山エフエム放送（FM OKAYAMA）              | 17:32 - 17:42 | [ 5 ]         |
| 広島県         | 広島エフエム放送（HFM）                     | 16:45 - 16:55 | [ 17 ]        |
| 山口県         | エフエム山口（FMY）                         | 17:50 - 18:00 | [ 18 ]        |
| 香川県         | エフエム香川（FM香川）                      | 17:50 - 18:00 | [ 19 ]        |
| 愛媛県         | エフエム愛媛（JOEU-FM）                     | 17:40 - 17:50 | [ 20 ]        |
| 徳島県         | エフエム徳島（FM徳島）                      | 17:48 - 17:58 | [ 4 ]         |
| 高知県         | エフエム高知（Hi-Six）                      | 17:00 - 17:10 | [ 8 ]         |
| 福岡県         | エフエム福岡（FM FUKUOKA）                  | 17:50 - 18:00 | [ 18 ]        |
| 佐賀県         | エフエム佐賀（FMS）                         | 17:28 - 17:38 | [ 8 ]         |
| 長崎県         | エフエム長崎（FM Nagasaki）                 | 17:50 - 18:00 | [ 21 ]        |
| 熊本県         | エフエム熊本（FMK）                         | 17:45 - 17:55 | [ 4 ]         |
| 大分県         | エフエム大分（Air-Radio FM88）              | 17:30 - 17:40 | [ 22 ]        |
| 宮崎県         | エフエム宮崎（JOY FM）                      | 17:00 - 17:10 | [ 23 ]        |
| 鹿児島県       | エフエム鹿児島（μFM）                       | 17:10 - 17:20 | [ 24 ]        |
| 沖縄県         | エフエム沖縄（FM沖縄）                      | 17:20 - 17:30 | [ 25 ]        |